# SolarWinds
SolarWinds Inc.是一家美国軟件開發公司，業務为帮助企业管理网络、系统和信息技术基础设施。其总部位于德克萨斯州奧斯汀，在美国和其他一些国家设有销售和产品开发办公室。
该公司从2009年5月到2015年底公开上市，并从2018年10月再次上市。它还收购了一些其他公司，其中一些公司仍以原名运营，包括Pingdom、Papertrail和Loggly。截至2020年12月，它拥有约30万客户，囊括几乎所有财富美国500强企业和众多美國联邦政府机构。
2020年12月，SolarWinds被披露其開發的产品Orion遭到大规模黑客攻击，範圍波及SolarWinds的33000個公共和私营部门客户，据称黑客攻擊行為是由俄罗斯情报部门所發動。该攻击在2020年時一度持续数月未被发现，而攻擊在2020年12月首次披露后，关于SolarWinds被攻擊的產品的其他细节不断浮出水面。
2021年1月8日，SolarWinds聘请了前CISA主管Chris Krebs帮助该公司度过最近的网络攻击。2021年3月1日，SolarWinds首席执行官Kevin Thompson指责一名公司实习生在其更新服务器上使用了不安全的密码（“ solarwinds123”），这可能导致了攻击。